# Lutte aux Jeux méditerranéens de 2005
Navigation
Édition précédente Édition suivante
Les compétitions de lutte des Jeux méditerranéens de 2005 se sont déroulées au Huércal de Almería Sports Hall d'Almería, du 26 juin au 1er juillet 2005.

## Épreuves au programme
| ● | Compétitions | ● | Finale |

|              | Juin-Juillet |    |    |    |    |    |    |    |    |    |
|              | 26           | 27 | 28 | 29 | 30 | 01 | 02 | 03 | 04 | 05 |
| Compétitions | ●            | ●  | ●  | ●  | ●  | ●  |    |    |    |    |

## Résultats

### Hommes
| Épreuves            | Or                     | Argent                | Bronze                            |
| Lutte gréco-romaine |                        |                       |                                   |
| moins de 55 kg      | Kristijan Fris         | Mohamed Abou          | Erkan Dündar Vicente García       |
| moins de 60 kg      | Ashraf El Gharably     | Davor Stefanek        | Uğur Tüfenk Zakaria Nashed        |
| moins de 66 kg      | Selçuk Çebi            | Moises Sanchez        | Tiziano Corriga Yaser Salih       |
| moins de 74 kg      | Mahmut Altay           | Ahmed Salem           | Alberto García Christophe Guénot  |
| moins de 84 kg      | Mohamed Mohamed        | Serkan Özden          | Mélonin Noumonvi Amor Hamba       |
| moins de 96 kg      | Karam Gaber            | Georgios Koutsioumpas | Mehmet Özal Radomir Petković      |
| moins de 120 kg     | Xenofon Koutsioumpas   | Yekta Yilmaz Gül      | Rocco Daniele Ficara Yasser Sakr  |
| Lutte libre         |                        |                       |                                   |
| moins de 55 kg      | Francisco Sánchez (en) | Firas Rifaei          | Ramazan Demir Hamza Fatah         |
| moins de 60 kg      | Hassan Ibrahim         | Tevfik Odabaşı        | Didier Païs Valerios Kogouasvili  |
| moins de 66 kg      | Vadim Guigolaev        | Mazen Kdmanie         | Levent Kaleli Walid El Aal        |
| moins de 74 kg      | Theodosios Pavlidis    | Fahrettin Özata       | Rachid Ben Ali Salvatore Rinella  |
| moins de 84 kg      | Serhat Balcı           | Lazaros Loizidis      | Anthony Fasugba Mahmoud Attia     |
| moins de 96 kg      | Hakan Koç              | Vincent Aka-Akesse    | Aftantil Xanthopoulos Saleh Emara |
| moins de 120 kg     | Aydın Polatçı          | Hisham Mohamed        | Francesco Miano Petta Akil Kahli  |

### Femmes
| Épreuves       | Or                  | Argent          | Bronze                              |
| Lutte libre    |                     |                 |                                     |
| moins de 48 kg | Fani Psatha         | Anne Deluntsch  | Sahar El Sayed Sara Sanchez         |
| moins de 51 kg | Vanessa Boubryemm   | Zeynep Yildirim | Maria Serrano Francine De Paola     |
| moins de 55 kg | Anna Gomis          | Minerva Montero | Sofia Poumpouridou Sabrina Esposito |
| moins de 59 kg | Diletta Giampiccolo | Seba Jimenez    | Audrey Prieto Evangeli Chrysi       |